# Adachi Hatazō

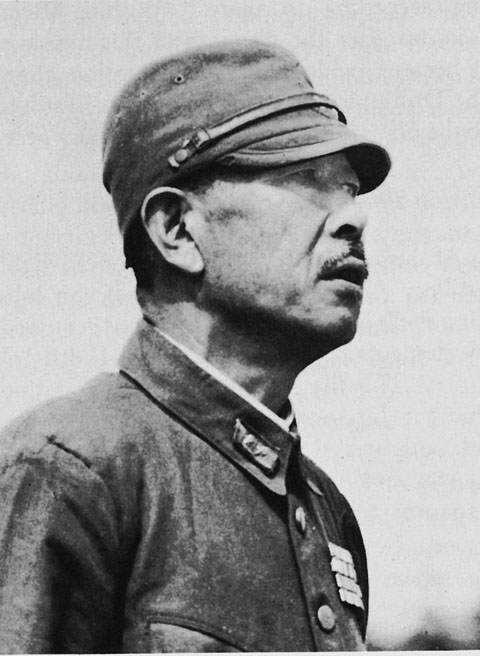
Adachi Hatazō 1945

Adachi Hatazō (jap. 安達 二十三; * 17. Juni 1890 in Tokio; † 10. September 1947 in Rabaul) war ein Generalleutnant der Kaiserlich Japanischen Armee. Als General kommandierte er Truppen im Zweiten Japanisch-Chinesischen Krieg und im Pazifikkrieg und machte sich dort als sehr um das Wohl der ihm unterstellten Soldaten besorgter Befehlshaber einen Namen. Nach der Kapitulation Japans wurde er interniert und im Jahr 1947 als Kriegsverbrecher angeklagt. Nachdem er die Verantwortung für durch unter seinem Befehl stehende Truppen begangene Kriegsverbrechen auf sich nahm, wurde er im Juli 1947 zu lebenslanger Haft verurteilt. Bevor er in ein Kriegsverbrechergefängnis in Japan überstellt werden konnte, erhängte er sich im September 1947 in seiner Zelle in Rabaul, laut seinen Abschiedsbriefen aus Schuldgefühlen gegenüber den unter seinem Kommando gestorbenen Soldaten.

## Leben

### Herkunft und Ausbildung
Adachi wurde als fünfter von sechs Söhnen in eine verarmte Samurai-Familie in Tokio geboren. Er hatte außerdem noch sieben Schwestern. Sein Geburtsjahr, 1890, war das 23. Regierungsjahr des Tennō Meiji, weshalb sein Vater die Kanji für 23 für den Vornamen seines Sohnes, Hatazō, auswählte, ähnlich bei seinen fünf Brüdern. Hatazōs Vater hatte nach dem Niedergang der Samurai eine Stelle als Berufsoffizier angetreten, wurde nach einer Tuberkulose-Erkrankung jedoch ausgemustert und aus dem Dienst entlassen, wodurch die Familie in langanhaltende finanzielle Schwierigkeiten geriet. Der Vater erzog alle seine Söhne sehr streng und war darauf bedacht, ihnen die traditionellen Werte der Samurai wie Loyalität, Tapferkeit und Selbstaufopferung nahezubringen. Durch diese Erziehung entschied Adachi sich bereits früh, eine Militärlaufbahn einzuschlagen, und tendierte hierbei zur Marine. Da die Marine ihre Offiziersanwärter zu dieser Zeit jedoch ausschließlich aus Absolventen der Mittelschulen rekrutierte und die Adachis nicht genügend Geld besaßen, um ihre Söhne auf eine solche zu schicken, entschloss er sich stattdessen, zum Heer zu gehen. Dieses rekrutierte seine Kadetten zu etwa einem Drittel aus den Absolventen ihrer eigenen Kadettenanstalten, an welchen die Ausbildung kostenlos war. Er schaffte die Aufnahmeprüfungen für einen der jährlich 300 Plätze als Einundzwanzigster und wurde damit an der Kadettenanstalt in Tokio aufgenommen. Da sein Vater ein ehemaliger Offizier war, musste er für Hatazō nur eine verminderte Schulgebühr zahlen, was die Ausbildung überhaupt erst ermöglichte. An diesen Kadettenanstalten wurde neben harter physischer Ausbildung und Züchtigung auch Wert auf eine kulturelle Ausbildung gelegt, um die Offiziere im Umgang mit höheren Bevölkerungsschichten zu trainieren. Diese Ausbildung weckte bei Adachi ein starkes Interesse an Tanka und Kalligraphie, welche er zeit seines Lebens praktizierte. Darüber hinaus entwickelte er eine Leidenschaft für das Reiten. 1906 schloss er die Kadettenanstalt ab und wechselte an die Heeresoffizierschule in Tokio, welche aufgrund einer geplanten Vergrößerung des Heeres auf 25 Divisionen die Aufnahmezahlen stark erhöhte. Die Ausbildung in dieser Zeit, unmittelbar nach dem Ende des Russisch-Japanischen Krieges, galt als besonders hart, da viele der Ausbilder Veteranen des Krieges waren, welche die während des Konfliktes aufgetretenen Schwächen der Armee durch hartes Training und eine fordernde Ausbildung ausmerzen wollten. Im Jahr 1910 schloss Adachi den insgesamt 22. Jahrgang an der Heeresoffizierschule gemeinsam mit 720 weiteren angehenden Offizieren ab und erhielt den Rang eines Leutnants. Wie ein Großteil der Absolventen entschied er sich für den Dienst bei der Infanterie und konnte dort aufgrund seiner Größe von 1,78 m und seines guten Abschlusses einen Posten beim 1. Garderegiment der 1. Division der Kaiserlichen Garde antreten. Bei dieser Einheit versah Adachi den üblichen Dienst von Berufsoffizieren, die einen schnellen Aufstieg durch die Ränge anstrebten, wie die Übernahme zunehmend größerer Kommandos, Drill und Stabsausbildung. Nach drei Jahren, was eine übliche Zeitspanne darstellte, wurde er im Dezember 1913 zum Oberleutnant befördert, im April 1920 folgte die zum Hauptmann. Mit fast sieben Jahren zwischen den Beförderungen erfolgte diese bei Adachi etwa ein Jahr später als üblich, wobei keine Gründe wie Verfehlungen oder ähnliches bekannt sind. Im März 1926 folgte schließlich, erneut nach der üblichen Zeit, die Beförderung zum Major.
Während seiner Zeit bei der Kaiserlichen Garde entwickelte Adachi das enge Verhältnis zu den ihm untergebenen Soldaten, welches später oft als bezeichnend für seinen Führungsstil genannt wurde. Zur damaligen Zeit war es unter Offizieren üblich, einfache Soldaten nur für sich zu nutzen und sich nicht für deren Belange zu interessieren. Adachi konzentrierte sich im Gegensatz dazu darauf, möglichst selbst mit gutem Beispiel voranzugehen und seinen Männern so ein Vorbild zu sein. Darüber hinaus entwickelte er während des häufigen Ausgangs, den Offiziere der Kaiserlichen Garde genossen, eine Vorliebe für warmen Sake. Obwohl dies zu häufiger Trunkenheit führte, galt Adachi auch in diesem Zustand als besonnen und nicht den Dienst vernachlässigend. Den bleibendsten Eindruck hinterließ er während seiner Zeit beim 1. Garderegiment dadurch, dass er das Lesen zum Zweck der Fortbildung und Horizonterweiterung unter dessen Offizieren populär machte.
Im Jahr 1920 bestand Adachi die Aufnahmeprüfungen für die Kaiserliche Heereshochschule und ließ sich dort bis November 1922 ausbilden. Seinen Abschluss machte er als 21. von 67 Absolventen. Nach einem Pflichtjahr als Kompanieführer bei der Kaiserlichen Garde ließ er sich in den Generalstab versetzen und diente dort auf verschiedenen Positionen. Hierzu zählte unter anderem eine kurzzeitige Verwendung beim Marinegeneralstab. 1927 erhielt er ein zwölfmonatiges Stipendium zur Forschung an der Heereshochschule, welches er zur Erforschung von Eisenbahnlogistik im Krieg nutzte. Durch seine Forschungsarbeit erhielt er im Anschluss verschiedene Verwendungen im Marinegeneralstab, in welchen er sich mit den Themen Mobilmachung und Verbundene Operationen beschäftigte. Nach einer Beförderung zum Oberstleutnant im Jahr 1930 verließ er den Marinegeneralstab im September 1932 und begab sich auf eine sechsmonatige Reise nach Europa, um die dortigen Eisenbahnsysteme zu studieren. Nach seiner Rückkehr wurde er im April 1933 auf den Posten des für die Eisenbahnanlagen zuständigen Offiziers zur Kwantung-Armee versetzt, wo er die Koordination der militärischen und zivilen Anforderungen an die Eisenbahn übernahm. Aufgrund seiner guten Leistungen auf dieser Position erhielt er im August 1935 die Beförderung zum Oberst und wurde als Stabschef zur Abteilung für Eisenbahn und Schifffahrt im Generalstab in Tokio versetzt. In die Zeit dieses Kommandos fiel am 26. Februar 1936 ein Putschversuch in Tokio, in welchen Adachi, der als in den verschiedenen politischen Fraktionen des Militärs zu dieser Zeit nicht interessiert galt, nicht involviert war.
Im Dezember 1936 übernahm Adachi den Befehl über das 12. Infanterieregiment der 11. Division, welches eine für amphibische Angriffe ausgebildete Einheit und Teil einer schnellen Eingreiftruppe des Heeres war.

### Zweiter Japanisch-Chinesischer Krieg
Nach seiner Beförderung zum Oberst 1934 übernahm Adachi im Dezember 1936 sein erstes Kommando über das 12. Infanterieregiment. Während der Schlacht um Shanghai im kurz zuvor ausgebrochenen Zweiten Japanisch-Chinesischen Krieg machte er sich einen Namen, indem er seine Truppen im am stärksten umkämpften Abschnitt von vorderster Front aus führte. Sein Regiment litt in den Kämpfen, genau wie die ihm überstellte 11. Division, deren Verluste in der Schlacht um Shanghai bei etwa 65 % lagen. Beim weiteren Vormarsch ins Landesinnere erlitt Adachi auf einer Patrouillenfahrt im September durch Granatsplitter Verletzungen in Gesicht, Nacken und Oberschenkel. Die Verwundungen schränkten die Beweglichkeit seines rechten Beines dauerhaft ein.
Im März 1938 wurde Adachi zum Generalmajor befördert und eine Zeitlang bei der Kwantung-Armee eingesetzt. Im November des Jahres übernahm er den Befehl über die 26. Infanteriebrigade, mit der er in Nordchina gegen vorwiegend kommunistische Guerillaeinheiten vorging. Einhergehend mit der Beförderung zum Generalleutnant wurde er im August 1940 Oberbefehlshaber der 37. Division, die in Shanxi ebenfalls gegen kommunistische Einheiten vorging. Mit dieser Division nahm er an der Schlacht um Süd-Shanxi teil. Ab November war er für 12 Monate bis zum November 1942 Stabschef der Regionalarmee Nordchina. Während seiner Zeit in Nordchina erreichte die Taktik der verbrannten Erde dort einen Höhepunkt. Es wurde versucht, durch die exzessive Zerstörung von Infrastruktur und landwirtschaftlichen Produktionsbetrieben die mit einer Guerillataktik kämpfende Chinesische Rote Armee auszuhungern.

### Pazifikkrieg

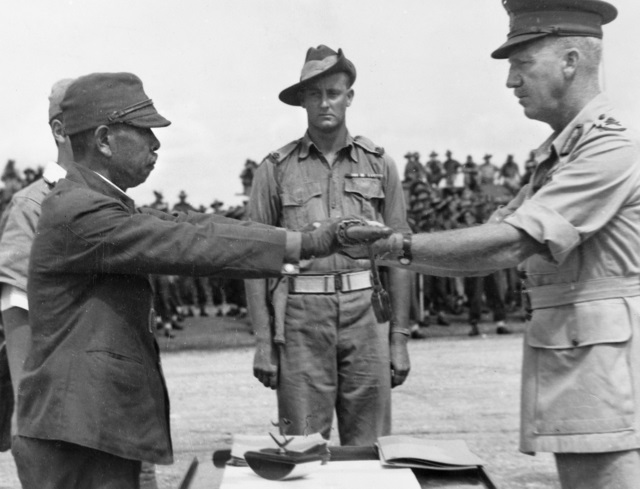
Major General Horace Robertson der Australian Army akzeptiert das Schwert und damit die Kapitulation Adachi Hatazōs und seiner Truppen

Am 6. November 1942 wurde Adachi Oberbefehlshaber der neu formierten 18. Armee, welche der Südarmee unterstand, die für den südostasiatischen Kriegsschauplatz verantwortlich war. Adachis Befehlsbereich lag dabei an der Nordküste Neuguineas. Am selben Tag erhielt er die Nachricht vom Tod seiner Frau nach längerer Krankheit. Da er sich unmittelbar auf den Weg in seinen Befehlsbereich machte, nahm er nicht an der Trauerzeremonie teil und besuchte lediglich am 9. November seine älteste Tochter, die mit später tödlich verlaufender Tuberkulose in einem tokioter Krankenhaus lag. Ende November traf er in Rabaul ein und meldete sich bei dem über ihm stehenden General Imamura Hitoshi. Da dieser Adachi nicht sofort in das Kampfgebiet, wo die Alliierten schwere Gegenangriffe durchführten, weiterschicken wollte, übte er sein Kommando zunächst von Rabaul aus. In dieser Zeit gingen die wichtigen japanischen Stützpunkte Buna, Gona und Sananda sowie die umliegenden Gebiete großteils verloren. Im Januar 1943 flog er von Rabaul nach Lae, neben Salamaua einer der Orte auf den seine Truppen sich zurückgezogen hatten, und inspizierte seine Truppen. Sein Leibarzt hatte ihm aufgrund einer Erkrankung an Amöbenruhr, unter der er seit seiner Zeit in China litt, zur Ruhe geraten, was Adachi aufgrund des in seinen Augen katastrophalen Zustands seiner Truppen ablehnte. Während der Verlegung der 51. Division im März nach Lae griffen alliierte Flugzeuge den Konvoi an und versenkten acht der Transportschiffe. Adachi und der Stab der 18. Armee befanden sich auf einem der eskortierenden Zerstörer, der selbst beschädigt wurde und zogen sich zunächst nach Rabaul zurück. Der Angriff hatte im Zuge der Schlacht in der Bismarcksee stattgefunden. Über 3.000 Soldaten starben und die gesamte Ausrüstung der 51. Division ging verloren.
Da weitere Verstärkungen vorerst nicht in Aussicht standen und ihm eine aggressive Verteidigung befohlen worden war, zog Adachi im Juni 1943 seine über etwa 650 Kilometer breite verstreuten Truppen bei Salamaua zusammen, um Lae zu schützen. Nach den alliierten Landungen bei Lae und der Zerstörung fast aller noch in der Region operierender japanischer Flugzeuge befahl er den dort verbliebenen etwa 8.000 Mann sich tiefer in das Hinterland zurückzuziehen und konzentrierte sich darauf, Finschhafen auf der Huon-Halbinsel zu halten. Bis Mitte Dezember hatte die Finschhafen verteidigende 20. Division etwa 5.700 Mann oder 45 % ihrer Mannstärke verloren und zog sich auf Befehl Adachis auf Sio zurück. Nach einer Reihe weiterer Rückschläge, welche durch das Abhören des japanischen Funks durch die Alliierten zustande kamen, nahmen letztere Ende April 1944 mit Hollandia die wichtigste japanische Nachschubbasis auf Neuguinea ein und schnitten etwa 60.000 japanische Soldaten im östlichen Bereich der Insel von den japanischen Frontlinien ab. Adachi beschloss einen Angriff auf die alliierten Truppen bei Aitape durchzuführen und setzte seine Truppen in Marsch. Die schlechte Versorgungslage zwang ihn, die Rationen auf zwei Drittel zu kürzen. Der inzwischen an Hernie leidende Adachi führte seine Truppen auf dem Marsch erneut von der Front aus.
Der japanische Angriff am 10. Juli brachte die alliierten Truppen zunächst in Bedrängnis, ab Anfang August war allerdings klar, dass der Durchbruch keinen Erfolg haben könnte und die japanischen Truppen brachen aus der drohenden Einkesselung aus. Über 10.000 Japaner fielen bei der Schlacht und die überlebenden Truppen zogen sich ins Inland zurück. Im Oktober 1944 gab Adachi den Befehl aus, dass zur Aufrechterhaltung der Ordnung Feldexekutionen erlaubt seien. Durch die immer knapper werdenden Rationen verlor er fast 40 kg Körpergewicht und alle seine Zähne. Ab März 1945 bereitete er einen letzten Angriff vor bei welchem so viele Feinde wie möglich getötet werden sollten. Den eigenen Truppen sollte es verboten sein, sich gefangen nehmen zu lassen. Der letzte Angriff wurde noch geplant als die Nachricht von der Kapitulation Japans eintraf. Zu diesem Zeitpunkt lebten noch 10.000 der 140.000 ins östliche Neuguinea geschickten japanischen Soldaten. Ein australisches Flugzeug holte Adachi aus dem Inselinneren ab und brachte ihn nach Cape Wom, wo er nach Abschreiten einer Ehrenformation gegenüber dem Generalmajor Horace Robertson die Kapitulation seiner Truppen unterzeichnete.

### Kriegsverbrecherprozess und Tod
Nach seiner Kapitulation wurde Adachi durch die australische Regierung als Kriegsverbrecher angeklagt. Er wurde der unmenschlichen Behandlung und willkürlichen Exekution Kriegsgefangener sowie Einheimischer beschuldigt. Weiter soll er indische Kriegsgefangene zum Dienst in der 18. Armee gezwungen haben. Obwohl er die ihm zur Last gelegten Verbrechen nicht persönlich angeordnet hatte, hatte er sie auch nicht verhindert und nahm daher als Oberbefehlshaber die Verantwortung für die Taten seiner Untergebenen auf sich. Am 12. Juli 1947 wurde er von einem Militärtribunal zu lebenslanger Haft verurteilt. Am 10. September 1947, nachdem alle Kriegsverbrecherprozesse gegen Angehörige ihm unterstellter Truppen vorüber waren, nahm er sich im Kriegsverbrechergefängnis auf der Insel Manus das Leben. Er nutzte hierfür ein Schälmesser und schrieb vorher mehrere Abschiedsbriefe.
Einer dieser Briefe war an die mit ihm in Rabaul internierten Soldaten der ehemaligen 18. Armee gerichtet:

„Es war eine große Ehre für mich, im November 1942 den Oberbefehl zu einer Zeit zu übernehmen, als die Befehle klar gegeben und von strategischer Wichtigkeit waren, zu einer Zeit als das Kriegsglück auf unserer Seite stand. Ich war dankbar für meine Berufung. Trotzdem, obwohl meine Offiziere und Männer ihr bestes unter den gegebenen Umständen taten, alle Schwierigkeiten überwanden und meine Untergebenen mich so gut sie konnten unterstützten, konnte das angestrebte Ende aufgrund meiner Unfähigkeit nicht erreicht werden. Hiermit ebnete ich für mein Land den Weg in das momentane Dilemma. Dies ist ein Verbrechen, das mit dem Tod bestraft werden muss. Während der vergangenen drei Jahre im Einsatz sind mehr als 100.000 junge und vielversprechende Offiziere und Soldaten umgekommen und die meisten von ihnen starben an Mangelernährung. Wenn ich an dies denke, weiß ich nicht, wie ich mich vor Ihrer Majestät, dem Kaiser, rechtfertigen soll und ich fühle, dass ich selbst von Schande erdrückt werde […] Ich habe Ausdauer weit über das Menschenmögliche hinaus von meinen Offizieren und Männern erwartet, die bereits erschöpft und ausgemergelt waren durch die andauernden Operationen und den Mangel an Nachschub. Trotzdem, meine Offiziere und Männer folgten meinen Befehlen alle in Stille und ohne sich zu beklagen und, wenn sie erschöpft waren, erlagen dem Tod wie Blüten, die im Wind fallen. Gott weiß, wie ich mich fühlte, als ich sie sterben sah, mein Herz ist voller Mitleid für sie, aber es war einzig und allein für ihr Land und sie widmeten ihm ihr Leben. In diesem Augenblick fasste ich den Entschluss, die Küsten meines Landes nicht wieder zu betreten, sondern wie meine 100.000 Offiziere und Soldaten ein Klumpen Erde in der Südsee zu werden, selbst wenn eine Zeit kommen sollte, in der ich in der Lage wäre, im Triumph in mein Land zurückzukehren.“